# La Orquesta Infantil del Mundo
La Orquesta Infantil Del Mundo es el primer álbum de estudio de la orquesta venezolana Salserín.

## Lista de canciones
1. «El bebé salsero» - 5:15
2. «Bella ladrona» - 4:51
3. «Volveré» - 5:05
4. «Mi gran amor (I'll be there)» - 5:17
5. «Fantástica fantasía» - 4:47
6. «Señor cantante» (a dúo con Óscar D'León) - 5:05
7. «Esperaré por ti» - 4:43
8. «Feliz» - 4:46
9. «Hazme caso» - 5:15
10. «Quiero ser» - 5:25

- Datos: Q16587659